# Soulboy
《Soulboy》是香港歌手方大同的首张錄音室專輯，在2005年11月18日由香港华纳唱片公司发布。这张专辑以“世界大同”为主题，探讨了社会、人生、人性，收录国语歌曲，是唱片公司为方大同开拓中国大陆和台湾市场而制定的音乐路线。“Soulboy”也是方大同在為自己或其他歌手的歌曲擔任創作或製作時常使用的名字。
方大同凭借首张专辑的《春风吹》、《每天每天》等热門单曲走紅华语歌坛，被誉为“香港陶喆”、“香港周杰伦”，并与另外三位创作歌手王菀之、张敬轩、张继聪并称为“香港创作歌手四小强”。

## 曲目
| 曲序     | 曲目       |               | 作曲     | 备注                                  | 时长  |
| -------- | ---------- | ------------- | -------- | ------------------------------------- | ----- |
| 1.       | Prologue   | 方大同        | 方大同   |                                       | 0:44  |
| 2.       | 妹妹       | 方大同        | 方大同   |                                       | 3:47  |
| 3.       | 春風吹     | 周耀輝        | 方大同   |                                       | 3:21  |
| 4.       | 每天每天   | 娃娃          | 方大同   | 華視&TVBS-G電視劇《我們結婚吧》片尾曲 | 4:11  |
| 5.       | 女人       | 方大同 梁茹嵐 | 方大同   |                                       | 3:13  |
| 6.       | 叫我怎麼說 | 方大同        | 方大同   |                                       | 4:12  |
| 7.       | 哪怕       | 梁茹嵐        | 方大同   |                                       | 4:20  |
| 8.       | 南音       | 林夕          | 方大同   |                                       | 3:36  |
| 9.       | 我們能不能 | 方大同        | 方大同   |                                       | 4:09  |
| 10.      | 跳         | 方大同        | 方大同   |                                       | 3:33  |
| 11.      | 總結       | 周耀輝        | 方大同   |                                       | 4:09  |
| 12.      | 趕場       | 方大同 梁茹嵐 | 方大同   |                                       | 3:34  |
| 13.      | 等著你回來 | 嚴寬 方大同   | 嚴寬     | 改編自蔡琴的《等著你回來》            | 14:12 |
| 14.      | 認識你     | 方大同        | 方大同   | 附在《等著你回來》的Hidden Track內    |       |
| 总时长： | 总时长：   | 总时长：      | 总时长： | 总时长：                              | 57:01 |

## 香港派台歌曲
《妹妹》、《南音》、《春風吹》、《我們能不能》、《總結》

## 唱片版本
- CD版

## 獎項
- IFPI香港唱片銷量大獎頒獎禮2005 - 最高銷量男新人前三名[5]